# Symposiachrus leucurus
El monarca coliblanco (Symposiachrus leucurus) es una especie de ave paseriforme de la familia Monarchidae endémica de Indonesia.

## Distribución y hábitat
Se encuentra únicamente en las islas Kai. Su hábitat natural son las selvas tropicales húmedas de zonas bajas. Se encuentra amenazado por pérdida de hábitat.